# イオンモール日根野

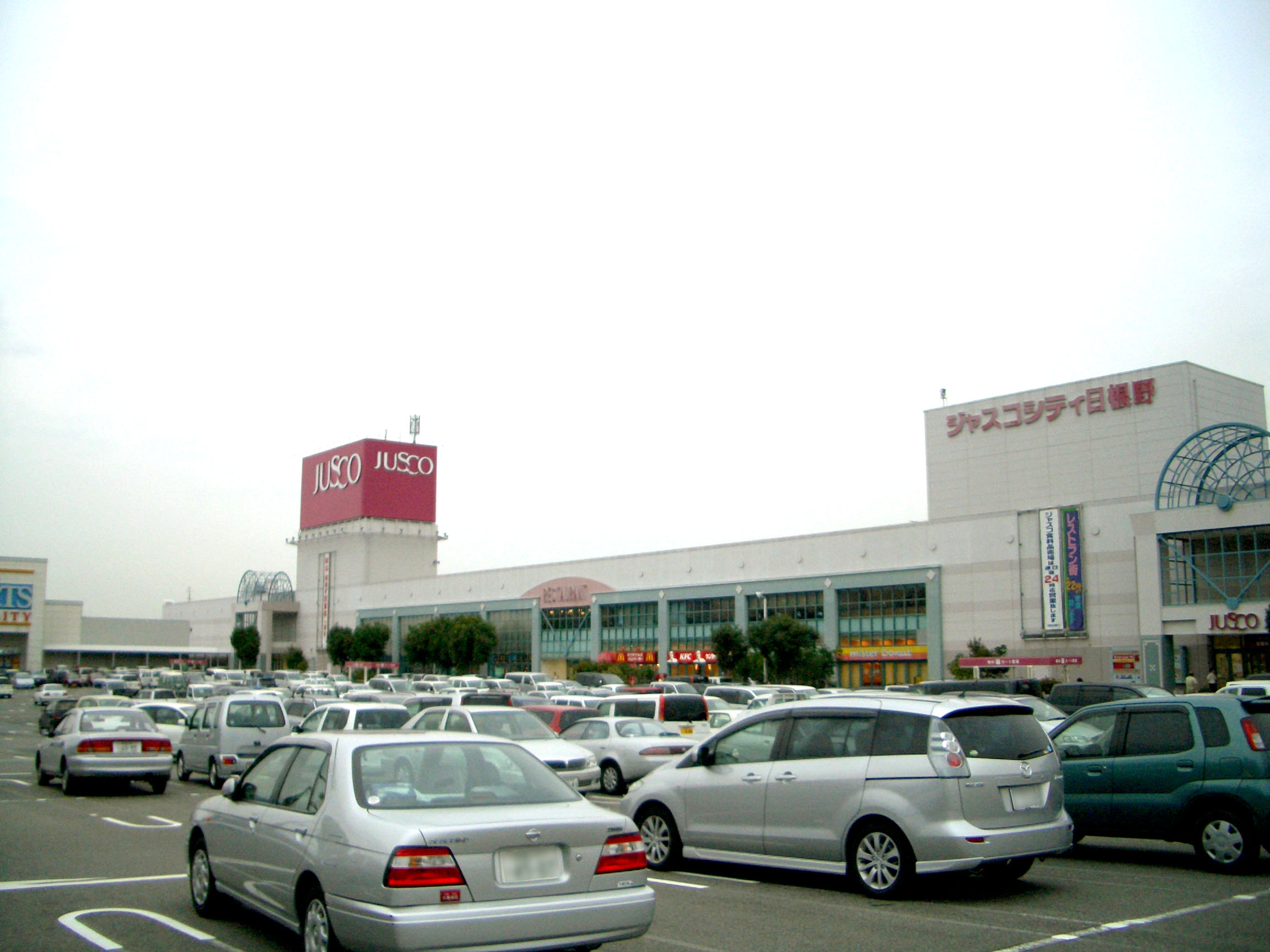
ジャスコシティ日根野時代の外観
（2005年8月23日）

イオンモール日根野（イオンモールひねの）は、大阪府泉佐野市日根野に所在するショッピングセンター。イオンモール株式会社が開発し、運営を行っている。ジャスコ時代の愛称は「日根ジャス」。

## 概要
関西国際空港開港後の1995年（平成7年）4月5日に「ジャスコシティ日根野」（ジャスコシティひねの）として正式開業した。
開業時はジャスコ近畿四国事業本部による運営で、総合スーパーとスーパースーパーマーケット（SSM）の2つの核店舗を配置した2核ワンモールのショッピングセンターであった。
当店の開業当時は、その前年の1994年（平成6年）には、ダイエーが9月30日に泉大津市に泉大津店を市街地再開発の中核施設「アルザ泉大津」に核店舗として、11月30日には貝塚市に「ハイパーマート東貝塚店」を各々開業させたほか、10月20日には長崎屋も岸和田市にショッピングセンター「ラパーク岸和田」を開業するなど当店の立地する泉南地域は関西国際空港開港に伴って大手スーパーの進出が相次いだ激戦地となっていた。
2000年（平成12年）5月にはジャスコの直営売り場を増床するなどの改装を行って新装開業している。
2009年（平成21年）3月から4月にかけて大規模な改装工事を実施し、一部店舗がリニューアルオープンした同年4月10日に「ジャスコシティ日根野」から「イオン日根野ショッピングセンター」に名称を変更した。なお、グランドリニューアルオープンは同年4月24日であった。
核店舗の「ジャスコ日根野店」は2011年（平成23年）3月1日にイオングループの総合スーパーをイオンに店名統一することに伴って「イオン日根野店」に改称した。
2011年（平成23年）から進められたイオンの大型ショッピングセンターの名称の「イオンモール」への統一に伴い、同年11月21日に「イオン日根野ショッピングセンター」から「イオンモール日根野」に名称が変更された。
2013年（平成25年）11月からイオンリテールの運営していた大型ショッピングセンターをイオンモールの運営に委託することになったことに伴い、同社の管理運営に移行した。
開業から2025年（令和7年）6月まで黒崎播磨株式会社（元・黒崎窯業）が土地と建物を所有していたが、同年6月24日に黒崎播磨がイオンモール日根野の土地および建物の固定資産を同年7月1日に売却する旨を発表した。黒崎播磨の発表では譲渡先は公表しなかったが、同年7月1日に地主株式会社は当該施設や隣接地にあるコーナン日根野店の土地は地主株式会社が取得し、イオンリテールが当該施設の建物を取得したことを発表。

## 主なテナント
建物は地下1階・地上3階（塔屋含む）で、1階の両サイドに核店舗としてイオン日根野店を配置し、モール中央部をフードコートや専門店でつないでいる。2階はイオンと専門店で構成されている。地下1階と屋上は駐車場となっている。
出店テナント全店の一覧・詳細情報は公式サイト「ショップ&レストラン」を、営業時間およびATMを設置する金融機関の詳細は公式サイト「インフォメーション」を参照。

## アクセス
- 西日本旅客鉄道（JR西日本）阪和線・関西空港線日根野駅より徒歩5分。
- 南海電気鉄道南海線・空港線泉佐野駅下車、いずみさのコミュニティバス南回りまたは南海ウイングバス犬鳴山行で日根野駅前停留所下車、徒歩5分。

## 近隣のショッピングセンター
イオングループ
- イオンモールりんくう泉南

その他
- りんくうプレジャータウンSEACLE
- りんくうプレミアム・アウトレット
- いこらもーる泉佐野（旧名称ショッパーズモール泉佐野）